# キリ・アラン
キリタプ・リンジー・アラン（Kiritapu Lyndsay Allan、1984年 - ）は、ニュージーランドの政治家。2017年の総選挙にニュージーランド労働党に比例名簿入りし、初当選。2020年にイースト・コースト選挙区に立候補し当選した。

## 来歴
ニュージーランドのギズボーン地方テ・カラカに生誕し、ベイ・オブ・プレンティ地方パエンガロアに育つ。10人兄弟の9人目、俳優タイカ・ワイティティのいとこ。
16歳で退学し、ウェスト・オークランドのケンタッキー・フライド・チキンやサクランボ狩りに務めた。ケンタッキー・フライド・チキンで働いたときにサービス・飲食業労働組合に加入した。
ヴィクトリア大学ウェリントンで政治学と法学に専攻し、勉学と両立し当時の首相ヘレン・クラークのもとでインターン生として勤務した。政治家になる前は、ChenPalmer法律事務所に就職し、 ファカタネで商法の弁護士およびコンサルタントとして勤務した。
2017年総選挙にイースト・コースト選挙区に立候補し、労働党比例名簿入りし、選挙順21位となった 。選挙区を敗北した（国民党のアン・トリーに続いて2位）ものの、比例名簿で議員になる。
緑の党議員クロエ・シュワーブリックとともに「Authorised by」といった政治をテーマにしたポッドキャストを2018年に配信。国会第52期中に与党の若手幹事と、新型コロナウイルス感染症の大流行中に設置された感染症対策委員に任命される。労働党の地方集会長にも努める。2020年総選挙の前に、労働党比例名簿選挙順の25位となった。
2020年10月17日に開票された2020年総選挙では、アランがイースト・コースト選挙区で当選。国民党立候補者タニア・タプセルを6,331票の差で破った。
同年11月2日、アーダーン内閣の環境保全大臣および危機管理大臣に任命すると、ジャシンダ・アーダーン首相が発表した。芸術・文化・歴史副大臣と環境副大臣となる。2022年6月に行われた内閣改造では、保全大臣から法務大臣に昇進される。
2021年4月6月に子宮がんステージ3の診断に伴い医療休暇をとると発行した。
2023年1月、ジャシンダ・アーダーン首相の辞任に伴った労働党首に立候補を提案されるも、断った。
2023年7月、無謀な運転と飲酒による自動車事故後の警察への同行拒否の告発を受けて法務大臣を辞任した。